# بن روثويل
بن روثويل (بالإنجليزية: Ben Rothwell)‏ (14 سبتمبر 1902 – 1979) هو ملاكم أمريكي راحل، مثّل بلاده في الألعاب الأولمبية الصيفية 1924.

## روابط خارجية
بن روثويل على موقع أوليمبيديا (الإنجليزية)